# Maurizio Creuso
Maurizio Creuso (Boara Pisani, 23 maggio 1943 – 25 novembre 2023) è stato un politico italiano naturalizzato canadese.

## Biografia
Dopo la maturità al liceo classico Celio di Rovigo e la laurea in giurisprudenza conseguita all'Università di Ferrara, viene assunto come contrattista a tempo determinato presso la Presidenza del Consiglio dei Ministri e poi al Ministero del Tesoro presso il sottosegretariato con delega alla Cassa depositi e Prestiti fino alla fine del 1972, venne assunto come funzionario direttivo nel 1973 e poi dirigente pubblico di 2º livello, prima nei ruoli del personale della Giunta Regionale del Veneto - Ufficio del Gabinetto del Presidente della Giunta Regionale e poi trasferito su sua richiesta nel 1978 nei ruoli del Servizio Sanitario Regionale.
Appartenente alla corrente dei dorotei, fu consigliere comunale a Pozzonovo dal 1970 al 1975 e segretario regionale della Democrazia Cristiana negli anni 1980. Eletto alle elezioni regionali del Veneto del 1980, 1985 e 1990, entra nella giunta di Carlo Bernini che lo nomina assessore ai servizi sociali. Il suo incarico venne poi confermato anche nella successiva giunta regionale di Gianfranco Cremonese, occupandosi della rete dei servizi sociali territoriali in Veneto, proponendo leggi regionali sul disagio giovanile, il piano sociale per i minori e per la prevenzione della tossicodipendenza.
Nominato dalla Conferenza delle Regioni quale componente del Comitato Direzionale per la Cooperazione Internazionale allo Sviluppo presso il Ministero Degli Esteri Italiano (senza indennità perché consigliere regionale), ne è stato anche Presidente, su delega del Ministro degli Esteri. In tale incarico ha realizzato diverse iniziative finalizzate alla conclusione di accordi bilaterali e multilaterali a prevalente conduzione italiana con paesi africani (in particolare Egitto, Etiopia, Guinea Bissau) e con paesi centro e sud-americani (Ecuador e Nicaragua).
Nel 1990 è stato rieletto nella V legislatura regionale, presiedendo - quale primo degli eletti - la prima seduta del consiglio regionale del Veneto. Dopo essersi dimesso dall'incarico regionale, il 5 aprile 1992 viene eletto al Senato nel collegio di Cittadella. Già pochi mesi dopo l'elezione in Senato, durante lo scandalo di tangentopoli, venne inquisito per il reato di concorso in concussione con l'accusa di aver chiesto una tangente di 600 milioni di lire nel 1988 per un appalto privato quale la costruzione della casa di riposo "Opera Immacolata Concezione " di Padova. Dopo aver respinto con fermezza ogni accusa, anche le rogatorie del 1994 condotte dai magistrati veneti con l'imprenditore interessato Grassetto non raccolsero alcuna dichiarazione riguardante Creuso, che nel 1995 accettava un patteggiamento a 19 mesi, fino a quando su tale procedimento non è intervenuta, conclusivamente, la sentenza di estinzione di ogni effetto penale del Tribunale di Padova del 5 aprile 2017, n. 94. Fu altresì accusato per una presunta tangente di 220 milioni di lire tra il 1990 e 1991 per autorizzare una discarica di rifiuti a Sant'Urbano (Padova); per tale indagine, il 13 gennaio 1993 la giunta per le autorizzazioni a procedere del Senato deliberò il proprio parere favorevole nei confronti della magistratura ma il processo si é concluso con la sentenza assolutoria di non doversi procedere n. 274 del 20 settembre 2002 della Corte di Appello di Venezia.  Nel 1995, nell'ambito di un'indagine riguardante anche terzi è stato fermato e immediatamente rilasciato senza alcun seguito giudiziario. 
Nell'aprile 1993 viene ulteriormente indagato per illecito finanziamento ai partiti e abuso d'ufficio per l'ipotesi di aver concesso in maniera ingiustificata un incarico regionale ad una società incaricata di un progetto di sensibilizzazione contro la tossicodipendenza, supponendo un illecito finanziamento di 51,8 milioni di lire per la campagna elettorale regionale del 1990 della DC veneta di cui era segretario; inoltre venne contestato un altro illecito finanziamento per la campagna elettorale della DC del 1992 al Senato pagati da un'altra società in cambio dell'affidamento di una convenzione triennale sulla "sicurezza sociale in ambito materno e infantile e dell'età evolutiva e sulla qualità della vita". Tale ipotesi accusatoria non è stata avallata dalla Giunta per le autorizzazioni presieduta dal sen. Pellegrino Giovanni e l'aula del Senato ha negato l'autorizzazione a procedere. Il 14 aprile 1994 conclude il mandato di senatore. 
Dopo aver ripreso nel 1994 la sua attività lavorativa nel Servizio Sanitario regionale, nel 1995 Creuso si trasferisce in Canada, dove nel 1998 ottiene la cittadinanza canadese, diviene agente della Canada Post Corporation e gli vengono assegnati alcuni incarichi di consulenza da parte del ministro dei lavori pubblici canadese Alfonso Gagliano per costruire immobili e per organizzare la visita in Polonia di una delegazione ufficiale canadese. L'assegnazione di tali incarichi pubblici furono oggetto di interrogazioni nel parlamento canadese, senza alcun seguito istituzionale e giudiziario.
Dopo una visita ufficiale di imprese canadesi in Romania avvenuta nel 2000, apre diverse società a Cluj-Napoca nel campo dell'energia eolica e della raccolta dei rifiuti. Nel 2003 il "Centro regionale per la lotta alla criminalità organizzata e la droga" di Cluj si occupò incidentalmente di Creuso, che comunque "non aveva alcun legame con i gruppi criminali organizzati", con l'accusa di presunto riciclaggio di denaro al fine di evadere le tasse in Italia, ipotesi che non ebbe alcun seguito giudiziario, dopo la quale l'ex senatore chiuse le proprie società rumene. Nel 2004 concluse la sua esperienza di lobbista in Canada; rientrato in Italia e stabilitosi a Selvazzano Dentro, esercitò l'attività di consulente industriale per aziende italiane in Italia e all'estero.